# Erkki Kataja
Erkki Olavi Kataja (* 19. Juni 1924 in Kuusankoski; † 27. April 1969 ebenda) war ein finnischer Leichtathlet.
Er gewann bei den Olympischen Spielen 1948 in London die Silbermedaille im Stabhochsprung. Genau wie der Drittplatzierte des Finales, der spätere zweifache Olympiasieger Bob Richards aus den Vereinigten Staaten, übersprang er 4,20 m, jedoch leistete sich Kataja an dieser Höhe im Gegensatz zu Richards keinen Fehlversuch. Es gewann der US-Amerikaner Guinn Smith mit einer Leistung von 4,30 m.
Bei den Olympischen Spielen 1952 in Helsinki erreichte Kataja vor heimischem Publikum mit 4,10 m lediglich den zehnten Platz. Seine persönliche Bestleistung im Stabhochsprung steht bei 4,27 m, erzielt 1950. Er war 1,77 m groß und hatte ein Wettkampfgewicht von 68 kg.